# Sings Modern Talking: In The Middle Of Nowhere
Sings Modern Talking: In The Middle Of Nowhere — двадцатый студийный альбом немецкого певца Томаса Андерса, выпущенный 8 августа 2025 года. В альбоме представлены заново записанные версии всех композиций Modern Talking из четвёртого альбома и две новые песни Андерса в стиле Modern Talking.
Продюсером альбома стал Кристиан Геллер.
Перед выходом альбома был выпущено два сингла: «Geronimo’s Cadillac (Thomas' Version)» и «Lonely Tears In Chinatown (Thomas' Version)».
На обложке альбома, как и на предыдущих альбомах серии Thomas Anders Sings Modern Talking изображено два Томаса Андерса: молодой из 1980-х годов и из настоящего времени.
На песню «Cherokee Highway (New Bonus Track)» в день выхода альбома вышел клип. В нём присутствует множество отсылок на композицию «Geronimo’s Cadillac».

## Треклист
Все песни написаны Дитером Боленом и Кристианом Геллером.
| №   | Название                                              | Длительность |
| --- | ----------------------------------------------------- | ------------ |
| 1.  | «Geronimo’s Cadillac (Thomas' Version)»               | 3:19         |
| 2.  | «Riding On A White Swan (Thomas' Version)»            | 3:55         |
| 3.  | «Give Me Peace On Earth (Thomas' Version)»            | 4:07         |
| 4.  | «Sweet Little Sheila (Thomas' Version)»               | 3:23         |
| 5.  | «Ten Thousand Lonely Drums(Thomas' Version)»          | 3:30         |
| 6.  | «Lonely Tears In Chinatown (Thomas' Version)»         | 3:33         |
| 7.  | «In Shaire (Thomas' Version)»                         | 3:46         |
| 8.  | «Stranded In The Middle Of Nowhere (Thomas' Version)» | 4:34         |
| 9.  | «The Angels Sing In New York City (Thomas' Version)»  | 3:35         |
| 10. | «Princess Of The Night (Thomas' Version)»             | 4:05         |
| 11. | «Cherokee Highway (New Bonus Track)»                  | 3:41         |
| 12. | «Voodoo Love (New Bonus Track»                        | 3:20         |